# Dimetildiossirano
Il dimetildiossirano (DMDO-DiMethylDiOxirane), anche detto reagente di Murray in riferimento al chimico Robert W. Murray,  è un composto chimico derivato dal diossirano con acetone e può considerarsi come un monomero del perossido di acetone. È un potente agente ossidante selettivo che trova impiego in sintesi organica.
È conosciuto solo nella forma di una soluzione diluita, solitamente in acetone, e quindi le proprietà del materiale puro sono in gran parte sconosciute. 

## Sintesi
Il DMDO non è disponibile in commercio a causa della sua instabilità. Il DMDO può essere preparato dalla reazione dell'acetone con un prodotto industriale detto oxone, dove il perossisolfato di potassio è il principio attivo:
La preparazione del DMDO è piuttosto inefficiente (rese tipiche < 3%) e in genere produce solo una soluzione relativamente diluita in acetone (fino a circa 0.1 M). Questo è tollerabile in quanto il preparato utilizza sostanze comuni: acetone, bicarbonato di sodio, e perossisolfato di potassio (commercialmente detto "oxone"). La soluzione dev'essere conservata a bassa temperatura e la sua concentrazione dev'essere analizzata prima del suo utilizzo.

### Stabilità
Le soluzioni sono stabili in frigo (tra −10 e fino a −20 °C) per una settimana. Il tasso di decomposizione aumenta per esposizione alla luce o in presenza di metalli pesanti.

## Applicazioni
L'uso più comune del DMDO è l'ossidazione di alcheni a epossidi. Un vantaggio particolare dell'utilizzo del DMDO è che l'unico sottoprodotto dell'ossidazione è l'acetone, un composto abbastanza innocuo e volatile. Le ossidazioni con DMDO sono particolarmente semplici, a volte permettendo ossidazioni che altrimenti non potrebbero essere possibili. Infatti, il DMDO è considerato il reagente di scelta per l'epossidazione e in quasi tutte le circostanze è buono o migliore dei perossiacidi come ad esempio l'acido meta-cloroperossibenzoico (mCPBA).
Nonostante la sua elevata reattività, il DMDO mostra una buona selettività per le olefine. Tipicamente, le olefine carenti di elettroni sono ossidate più lentamente di quelle ricche di elettroni. Il DMDO ossida anche svariati gruppi funzionali. Per esempio, ossida le ammine primarie a nitrocomposti e i solfuri a solfossidi. In certi casi, il DMDO ossida persino i legami C-H non attivati:
Il DMDO viene utilizzato pure per convertire nitrocomposti a composti che hanno il gruppo carbonile (reazione di Nef).